# Pierre de Villars (1588-1662)
Pour les articles homonymes, voir Pierre de Villars.
Pierre (III) de Villars, né en 1588 et mort le 25 mai 1662, est un prélat français du XVIIe siècle. 
Il est l'un des cinq des archevêques de Vienne, sous le nom de Pierre VII, issu de la famille de Villars (Lyonnais, Forez,). Il est parfois numéroté Pierre III afin de le distinguer de ses prédécesseurs, Pierre de Villars (1517-1592), dit Pierre I, et de Pierre de Villars (1543-1613), dit Pierre II.

## Biographie
Pierre de Villars naît en 1588. Il fils de Claude II de Villars le Jeune, seigneur de La Chapelle-Villars et de Masclas, et de Jeanne de Fay, et le petit-cousin de Jérôme de Villars, archevêque de Vienne. Son père Claude II est le frère de Nicolas, évêque d'Agen. 
Pierre de Villars est d'abord coadjuteur de son oncle Nicolas de Villars († 1608), évêque d'Agen, puis le 1er juillet 1613 de son  cousin Jérôme de Villars, archevêque de Vienne ; il est nommé archevêque titulaire d'Éphèse (de) et consacré comme tel le 29 juin 1615. Il succède à Jérôme le 18 janvier 1626. Pierre a pour coadjuteur à partir de 1655 son neveu Henri de Villars, qui lui succède à sa mort en 1662.